# Teoria de bandas
A Teoria de bandas explica como ocorre a condução elétrica em sólidos.

## Quantização da energia e bandas de energia em sólidos
A equação de Schrödinger nos mostra que ao confinar o movimento de elétrons a uma região limitada do espaço esses podem ocupar apenas estados discretos de energia, dizemos que esses possuem energia quantizada.

### Sólido metálico
Os elétrons de cada átomo em um sólido estão sujeitos à interação com os átomos vizinhos. Ao aproximarmos um átomo isolado a outros, os níveis de energia de cada um são perturbados levemente pela presença do vizinho pois o Princípio de Exclusão de Pauli não permite que ocupem níveis de energia iguais. Se aproximarmos um grande número de átomos, teremos um grande número de níveis de energia próximos uns dos outros, formando uma "banda de energia" quase contínua no lugar dos discretos níveis de energia que os átomos teriam individualmente.

## Condutores, isolantes e semicondutores

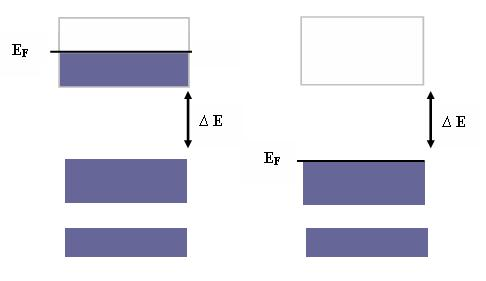
Figura 1: Representação esquemática dos níveis individuais de energia ocupados por elétrons no zero absoluto, onde E_{F} é o mais alto nível ocupado

Dentro de um sólido as energias possíveis dos elétrons estão agrupadas em bandas permitidas separadas por bandas proibidas devido à periodicidade do potencial criado por íons em sólidos. A Figura 1 mostra a representação das bandas de energia em um sólido.
As bandas de energia mais profundas completamente ocupadas por elétrons são chamadas de bandas de valência, essas são inertes do ponto de vista elétrico e térmico. Correspondem aos níveis atômicos de energia mais baixa apenas levemente afetados pela presença de outros átomos no cristal. A banda parcialmente preenchida é chamada de banda de condução.
Para um sólido em que o nível de energia mais alto ocupado EF no zero absoluto está localizado dentro de uma banda permitida os elétrons podem então ser acelerados livremente desde que os níveis de energia mais altos sejam acessíveis a esses, esse é um condutor. Em um condutor os elétrons com mais altas energias se comportam aproximadamente como se fossem partículas livres.
Em um sólido em que o estado fundamental é constituído por bandas permitidas inteiramente ocupadas,EF será então igual ao limite superior de uma banda permitida. Assim os elétrons não podem ser acelerados, pois o os níveis de energia imediatamente superiores são proibidos. Esse é um isolante.
Em um isolante os elétrons podem ser excitados apenas atravessando a banda proibida. Um bom isolante em uma temperatura T qualquer deve ter ∆E >> kBT. Se ∆E é igual ou da ordem de kBT, certo número de elétrons pode deixar a banda de valência para ocupar estados imediatamente superiores desocupados das bandas permitidas (níveis que estariam completamente desocupados no zero absoluto ). O cristal possui então de elétrons de condução, porém em número restrito, este é um semicondutor intrínseco. Portanto, a condutividade de num semicondutor intrínseco cresce rapidamente com a temperatura.

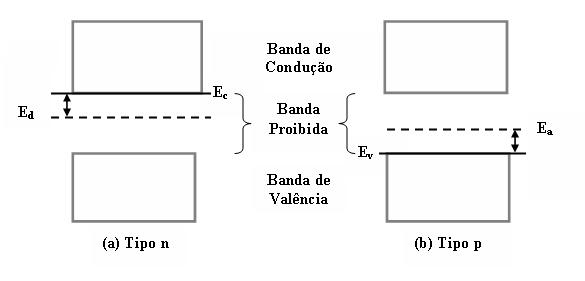
Figura 2: Representação dos níveis de energia em semicondutores extrínsecos do (a) Tipo-n e (b) Tipo-p. Onde Ed é o nível de energia doador, Ea é o nível de energia aceitador, Ev é o mais alto nível de energia ocupado na banda de valência e Ec é o mais baixo nível de energia desocupado

As impurezas desempenham um papel muito importante nos semicondutores. Esses quando contendo concentrações pequenas e controladas de impurezas diz-se que estão dopados. Tais impurezas quebram a regularidade da rede cristalina afetando os níveis de energia e fornecendo novos portadores de corrente. As impurezas em semicondutores podem se dar de duas formas: Tipo N e Tipo P.
A Figura 2 mostra a os níveis de energia em semicondutores extrínsecos do (a) Tipo N e (b) Tipo P.
Num semicondutor do tipo N as impurezas introduzem na banda proibida um novo nível de energia Ed próximo ao mais baixo nível de energia desocupado Ec. A esse tipo diz-se uma impureza doadora. Enquanto que num semicondutor do tipo P o novo nível de energia Ed é introduzido próximo ao mais alto nível de energia ocupado na banda de valência Ev. A esse tipo diz-se que é uma impureza aceitadora por todo contorno.
Embora a presença de partículas na banda proibida não seja permitida, certos materiais podem permitir, ainda que temporariamente, por meio da luminescência. Quando algum material é exposto à radiação ionizante, há uma probabilidade de ocorrer um salto eletrônico da banda de valência para a banda de condução na qual, simultaneamente, um buraco de carga positiva surge na banda de valência. Nesse processo armadilhas de elétrons e buracos possuem uma pequena chance de capturar suas respectivas partículas, possibilitando que se desloquem para a banda proibida.